# Olympische Winterspiele 2014/Teilnehmer (Schweden)
| Gelbes Symbol für Goldmedaillen mit stilisierten Olympischen Ringen | Graues Symbol für Silbermedaillen mit stilisierten Olympischen Ringen | Braundes Symbol für Bronzemedaillen mit stilisierten Olympischen Ringen |
| ------------------------------------------------------------------- | --------------------------------------------------------------------- | ----------------------------------------------------------------------- |
| 2                                                                   | 7                                                                     | 6                                                                       |

Schweden nahm an den Olympischen Winterspielen 2014 in Sotschi mit 106 Athleten in neun Sportarten teil.

## Medaillenspiegel
| Rang   | Sportart         | G | S | B | Gesamt |
| ------ | ---------------- | - | - | - | ------ |
| 1      | Skilanglauf      | 2 | 5 | 4 | 11     |
| 2      | Curling          | 0 | 1 | 1 | 2      |
| 3      | Eishockey        | 0 | 1 | 0 | 1      |
| 4      | Freestyle-Skiing | 0 | 0 | 1 | 1      |
| Gesamt | Gesamt           | 2 | 7 | 6 | 15     |

## Medaillengewinner
| Name/n                                                     | Sportart    | Wettkampf            | Datum       |
| ---------------------------------------------------------- | ----------- | -------------------- | ----------- |
| Gold                                                       |             |                      |             |
| Ida Ingemarsdotter, Emma Wikén, Anna Haag, Charlotte Kalla | Skilanglauf | 4 × 5 km Staffel     | 15. Februar |
| Silber                                                     |             |                      |             |
| Charlotte Kalla                                            | Skilanglauf | 2 × 7,5 km Skiathlon | 08. Februar |
| Marcus Hellner                                             | Skilanglauf | 2 × 15 km Skiathlon  | 09. Februar |
| Teodor Peterson                                            | Skilanglauf | Sprint               | 11. Februar |
| Charlotte Kalla                                            | Skilanglauf | 10 km Klassisch      | 13. Februar |
| Johan Olsson                                               | Skilanglauf | 15 km Klassisch      | 14. Februar |
| Bronze                                                     |             |                      |             |
| Emil Jönsson                                               | Skilanglauf | Sprint               | 11. Februar |
| Daniel Rickardsson                                         | Skilanglauf | 15 km Klassisch      | 14. Februar |

## Sportarten

### Biathlon
| Frauen - Elisabeth Högberg - Elin Mattsson - Anna-Karin Strömstedt | Männer - Tobias Arwidson - Carl-Johan Bergman - Christofer Eriksson - Björn Ferry - Fredrik Lindström |

### Curling
| Frauen - Silber - Margaretha Sigfridsson - Maria Prytz - Christina Bertrup - Maria Wennerström - Agnes Knochenhauer | Männer - Bronze - Niklas Edin - Sebastian Kraupp - Viktor Kjäll - Fredrik Lindberg - Oskar Eriksson |

### Eishockey
Frauen
| Torhüterinnen: - Sara Grahn (Brynäs IF) - Kim Martin Hasson (Linköpings HC) - Valentina Wallner (MODO Hockey) Verteidigerinnen: - Emilia Andersson (Linköpings HC) - Lina Bäcklin (Brynäs IF) - Linnéa Bäckman (AIK Ishockey) - Emma Eliasson (Munksund-Skuthamns SK) - Sofia Engström (Leksands IF) - Josefine Holmgren (Brynäs IF) - Johanna Olofsson (MODO Hockey) | Stürmerinnen: - Jenni Asserholt (Linköpings HC) - Anna Borgqvist (Brynäs IF) - Erika Grahm (MODO Hockey) - Maria Lindh (MODO Hockey) - Michelle Löwenhielm (AIK Ishockey) - Emma Nordin (MODO Hockey) - Cecilia Östberg (Leksands IF) - Fanny Rask (AIK Ishockey) - Erica Udén Johansson (IF Sundsvall Hockey) - Lina Wester (Leksands IF) - Pernilla Winberg (Munksund-Skuthamns SK) |

Männer
- Silber

| Torhüter: - Jhonas Enroth ( Buffalo Sabres) - Jonas Gustavsson ( Detroit Red Wings) - Henrik Lundqvist ( New York Rangers) Verteidiger: - Alexander Edler ( Vancouver Canucks) - Oliver Ekman Larsson ( Phoenix Coyotes) - Jonathan Ericsson ( Detroit Red Wings) - Niklas Hjalmarsson ( Chicago Blackhawks) - Erik Karlsson ( Ottawa Senators) - Niklas Kronwall ( Detroit Red Wings) - Johnny Oduya ( Chicago Blackhawks) - Henrik Tallinder ( Buffalo Sabres) | Stürmer: - Daniel Alfredsson ( Detroit Red Wings) - Nicklas Bäckström ( Washington Capitals) - Patrik Berglund ( St. Louis Blues) - Jimmie Ericsson (Skellefteå AIK) - Loui Eriksson ( Boston Bruins) - Gustav Nyquist ( Detroit Red Wings) - Carl Hagelin ( New York Rangers) - Marcus Krüger ( Chicago Blackhawks) - Gabriel Landeskog ( Colorado Avalanche) - Daniel Sedin ( Vancouver Canucks) - Marcus Johansson ( Washington Capitals) - Jakob Silfverberg ( Anaheim Ducks) - Alexander Steen ( St. Louis Blues) - Henrik Zetterberg ( Detroit Red Wings) |

### Eiskunstlauf
| Frauen - Viktoria Helgesson | Männer - Alexander Majorov 14. Platz |

### Eisschnelllauf
| Männer - David Andersson 1000 m: 38. Platz 1500 m: 38. Platz |

### Freestyle-Skiing
Frauen
| Skicross - Anna Holmlund Skicross: Bronze - Sandra Näslund | Slopestyle - Emma Dahlström |

Männer
| Skicross - John Eklund - Michael Forslund - Victor Öhling Norberg | Moguls - Ludvig Fjällström - Per Spett | Slopestyle - Henrik Harlaut - Jesper Tjäder - Oscar Wester |

### Ski Alpin
| Frauen - Frida Hansdotter - Sara Hector - Kajsa Kling - Jessica Lindell-Vikarby - Maria Pietilä Holmner - Anna Swenn-Larsson - Emelie Wikström | Männer - Axel Bäck - Mattias Hargin - Markus Larsson - André Myhrer - Matts Olsson |

### Skilanglauf
| Frauen - Hanna Erikson - Anna Haag Damen-Staffel: Gold - Ida Ingemarsdotter Team-Sprint Klassisch: Bronze Damen-Staffel: Gold - Britta Johansson Norgren Skiathlon: 39. Platz - Charlotte Kalla Skiathlon: Silber 10 km Klassisch: Silber Damen-Staffel: Gold - Sara Lindborg Skiathlon: 20. Platz - Stina Nilsson Team-Sprint Klassisch: Bronze - Emma Wikén Damen-Staffel: Gold Skiathlon: 9. Platz | Männer - Calle Halfvarsson - Marcus Hellner Skiathlon: Silber Herren-Staffel: Gold - Emil Jönsson Team-Sprint Klassisch: Bronze Herren-Sprint Freistil: Bronze - Lars Nelson Herren-Staffel: Gold Skiathlon: 10. Platz - Johan Olsson Herren-Staffel: Gold 15 km Klassisch: Silber - Simon Persson - Teodor Peterson Team-Sprint Klassisch: Bronze Herren-Sprint Freistil: Silber - Daniel Rickardsson 15 km Klassisch: Bronze Herren-Staffel: Gold Skiathlon: 7. Platz - Anders Södergren Skiathlon: 14. Platz |

### Snowboard
Männer
| Slopestyle - Niklas Mattsson - Sven Thorgren |